# Vicarage Road

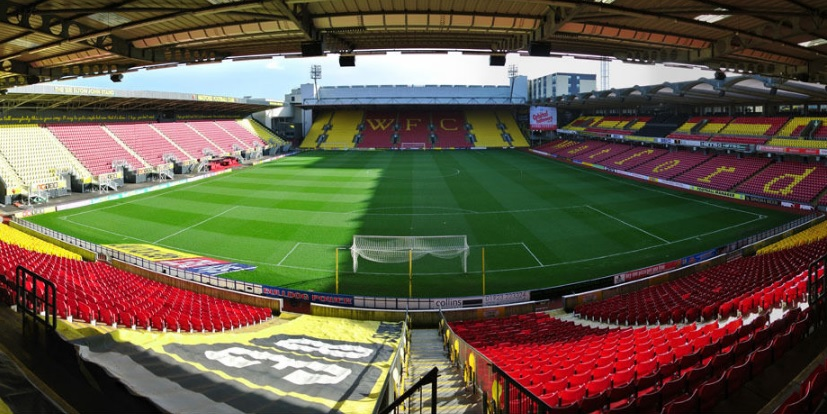
Vicarage Road.

Vicarage Road är en fotbollsarena (tidigare även använd för rugby) i Watford i England. Arenan är sedan den öppnade 1922 Watford FC:s hemmaarena. Tidigare spelade klubben sina hemmamatcher på Cassio Road.
Kapaciteten är 21 500 åskådare. År 2005 var man tvungen att rusta upp arenan och det gjorde klubben för 7,6 miljoner pund.